# 阿尼哈根峰
阿尼哈根峰（Arnihaaggen），是瑞士的山峰，位於該國中部，由伯恩州負責管轄，屬於埃默河谷山的一部分，海拔高度2,216米，每年平均降雨量2,465毫米。